# ATP Challenger Shreveport
Das ATP Challenger Shreveport  (offiziell: Shreveport Challenger) war ein Tennisturnier, das einmalig 1978 in Shreveport, Louisiana, stattfand. Es gehörte zur ATP Challenger Tour und wurde im Freien auf Hartplatz gespielt.

## Liste der Sieger

### Einzel
| Jahr | Sieger             | Finalgegner  | Ergebnis |
| ---- | ------------------ | ------------ | -------- |
| 1978 | Francisco González | Marcelo Lara | 7:6, 6:2 |

### Doppel
| Jahr | Sieger                         | Finalgegner                   | Ergebnis      |
| ---- | ------------------------------ | ----------------------------- | ------------- |
| 1978 | Réjean Genois Ramiro Benavides | Woody Blocher Dick Bohrnstedt | 7:6, 4:6, 6:2 |